# Flugschnee
Als Flugschnee wird sehr feiner Schnee bezeichnet, der bei stärkerem Wind entsteht und die Schneekristalle auch unter die Dachhaut oder die Dachziegel eines Hauses eindringen lässt.
Bei einem Kaltdach ist er kein Problem, weil er bald wieder herausgeblasen wird oder als Wasserdampf entweicht. Bei einem Warm- oder Flachdach führt er jedoch oft zum Eindringen von Schmelzwasser in das Gebäude. 